# 鋸齒裸胸鯙
鋸齒裸胸鯙（学名：Gymnothorax prionodon），又名鋸齒裸胸鱔、白斑裸胸鱔、白斑裸胸鯙、錢鰻、薯鰻、虎鰻，为鯙科裸胸鱔屬下的一个种。

## 分布
本魚分布於西太平洋、南日本、南海、澳洲、紐西蘭等海域。

## 深度
水深0至30公尺。

## 特徵
本魚體呈紅褐色，體側約有4至5行白色雲狀斑，尾部則有1至3行，大多大於眼徑大小的白斑，但這些斑不成雲狀。下頷腹面、胸部及腹面無白色斑點。口角具一黑色橫紋，鰓孔黑色。牙齒銳利，需小心咬傷。體長可達80公分。

## 生態
本魚棲息於水較淺的岩礁區洞穴內，屬肉食性，以甲殼類、魚類為食。

## 經濟利用
可食用，肉質白，味淡。多當作觀賞魚飼養。